# Unione Sportiva Ravenna 1968-1969
Questa pagina raccoglie le informazioni riguardanti l'Unione Sportiva Ravenna nelle competizioni ufficiali della stagione 1968-1969.

## Stagione
Nella stagione 1968-1969 il Ravenna disputa il girone B del campionato di Serie C, con 37 punti si piazza in dodicesima posizione, il torneo è stato vinto con 55 punti dall'Arezzo che è stato promosso in Serie B, seconda la Massese con 49 punti. Scendono in Serie D lo Jesi con 33 punti, la Maceratese con 27 punti ed il Forlì con 17 punti.
La formazione giallorossa è stata affidata all'allenatore Lamberto Giorgis che ha fatto bene al Modena in Serie B, il giovane Domenico Ciani segna un po' meno, ma con nove reti si conferma miglior realizzatore di stagione. Il Ravenna non disputa un torneo esaltante, perde poco, solo nove partite, ma ne vince solo otto, perché abbonda in pareggi, i romagnoli ne collezionano infatti ventuno su trentotto gare giocate. Sono riusciti comunque a raggiungere l'obiettivo dichiarato alla vigilia del torneo: la permanenza in Serie C, ottenuta con lieve anticipo, rispetto al termine del campionato. In questa stagione si sono particolarmente messi in evidenza il difensore Umberto Ratti, i centrocampisti Silvano Merkuza e Lucio Mongardi, oltre all'attaccante Domenico Ciani.

## Rosa
| N. |                   | Ruolo | Calciatore           |
| -- | ----------------- | ----- | -------------------- |
|    | Italia (bandiera) | D     | Bruno Bustacchini    |
|    | Italia (bandiera) | A     | Domenico Ciani       |
|    | Italia (bandiera) | A     | De Donato            |
|    | Italia (bandiera) | C     | Claudio De Stefani   |
|    | Italia (bandiera) | D     | Jader Fantoni        |
|    | Italia (bandiera) | D     | Ennio Feresin        |
|    | Italia (bandiera) | C     | Paolo Ferrari        |
|    | Italia (bandiera) | C     | Luigi Giavara        |
|    | Italia (bandiera) | A     | Innocenti Alessandro |

| N. |                   | Ruolo | Calciatore          |
| -- | ----------------- | ----- | ------------------- |
|    | Italia (bandiera) | C     | Silvano Merkuza     |
|    | Italia (bandiera) | C     | Lucio Mongardi      |
|    | Italia (bandiera) | P     | Sauro Morri         |
|    | Italia (bandiera) | D     | Umberto Ratti       |
|    | Italia (bandiera) | A     | Ermanno Ricci       |
|    | Italia (bandiera) | A     | Dante Tonella       |
|    | Italia (bandiera) | A     | Francesco Trevisani |
|    | Italia (bandiera) | C     | Giuliano Villa      |
|    | Italia (bandiera) | P     | Franco Vitali       |

## Risultati

### Serie C girone B

#### Girone di andata
| Arbitro: | Beccaria (Lecco) |

|             |           |           |
| Viviani 22’ | Marcatori | 45’ Ricci |

| Arbitro: | Lavetti (Bergamo) |

|           |           |           |
| Ciani 13’ | Marcatori | 75’ Bulli |

| Arbitro: | Frasso (Capua) |

|                   |           |             |
| R. Morganelli 84’ | Marcatori | 41’ Tonella |

| Arbitro: | Messinese (Taranto) |

|                            |           |                          |
| Ciani 4’, 62’ Mongardi 23’ | Marcatori | 20’ Rossini 22’ Niccolai |

| Ravenna 13 ottobre 1968 5ª giornata | Ravenna        | 0 – 0 | Spezia | Stadio Comunale\| Arbitro: \| Frasso (Capua) \| |
| Arbitro:                            | Frasso (Capua) |       |        |                                                 |

| Empoli 20 ottobre 1968 6ª giornata | Empoli             | 0 – 0 | Ravenna | Stadio Comunale\| Arbitro: \| Monforte (Palermo) \| |
| Arbitro:                           | Monforte (Palermo) |       |         |                                                     |

| Arbitro: | Castelli (Treviglio) |

|               |           |                |
| Trevisani 25’ | Marcatori | 64’ Ereditieri |

| Massa 3 novembre 1968 8ª giornata | Massese                     | 0 – 0 | Ravenna | Stadio degli Oliveti\| Arbitro: \| Moretto (San Donà di Piave) \| |
| Arbitro:                          | Moretto (San Donà di Piave) |       |         |                                                                   |

| Arbitro: | Canova (Milano) |

|                             |           |          |
| Rumignani 37’ Mantovani 45’ | Marcatori | 5’ Ciani |

| Arbitro: | De Marco (Torre del Greco) |

|                       |           |  |
| Ciani 17’ Tonella 52’ | Marcatori |  |

| Arbitro: | Magnani (Firenze) |

|              |           |  |
| Salvigni 42’ | Marcatori |  |

| Arbitro: | Cimma (Biella) |

|                                                   |           |  |
| Cavicchia 43’ Gerardi 46’, 87’ Bongiorni 49’, 58’ | Marcatori |  |

| Arbitro: | Zacchetti (Milano) |

|                                      |           |            |
| Trevisani 1’, 66’ Giavara 68’ (rig.) | Marcatori | 12’ Zunino |

| Ravenna 15 dicembre 1968 14ª giornata | Ravenna                | 0 – 0 | Olbia | Stadio Comunale\| Arbitro: \| Martinelli (Catanzaro) \| |
| Arbitro:                              | Martinelli (Catanzaro) |       |       |                                                         |

| Arbitro: | Scolari (Verona) |

|             |           |           |
| Zandoli 21’ | Marcatori | 90’ Ricci |

| Arbitro: | Frasso (Capua) |

|  |           |               |
|  | Marcatori | 33’ Tarantini |

| Ravenna 12 gennaio 1969 17ª giornata | Ravenna            | 0 – 0 | Forlì | Stadio Comunale\| Arbitro: \| Zacchetti (Milano) \| |
| Arbitro:                             | Zacchetti (Milano) |       |       |                                                     |

| Arbitro: | Lavetti (Bergamo) |

|                     |           |                             |
| Ghelli 11’ Dedè 75’ | Marcatori | 62’ (aut.) Ghelli 87’ Villa |

| Arbitro: | De Marco (Torre del Greco) |

|  |           |                          |
|  | Marcatori | 12’ Giavara 72’ Mongardi |

#### Girone di ritorno
| Arbitro: | Pesciarelli (Roma) |

|  |           |               |
|  | Marcatori | 65’ Giannotti |

| Arbitro: | Gastaldi (Pavia) |

|                      |           |                                 |
| Bonetti 20’ Aldi 79’ | Marcatori | 30’ Mongardi 61’ (rig.) Giavara |

| Ravenna 16 febbraio 1969 22ª giornata | Ravenna              | 0 – 0 | Vis Pesaro | Stadio Comunale\| Arbitro: \| Busalacchi (Palermo) \| |
| Arbitro:                              | Busalacchi (Palermo) |       |            |                                                       |

| Arbitro: | Marino (Taranto) |

|                    |           |  |
| Rossini 40’ (rig.) | Marcatori |  |

| Arbitro: | Martinelli (Catanzaro) |

|                   |           |                                           |
| Spanio 45’ (rig.) | Marcatori | 14’ Mongardi 24’ Ciani 42’ (rig.) Giavara |

| Arbitro: | Calì (Roma) |

|                             |           |  |
| Ciani 2’ Giavara 14’ (rig.) | Marcatori |  |

| Pistoia 16 marzo 1969 26ª giornata | Pistoiese             | 0 – 0 | Ravenna | Stadio Comunale\| Arbitro: \| Governa (Alessandria) \| |
| Arbitro:                           | Governa (Alessandria) |       |         |                                                        |

| Arbitro: | Fuschi (Pescara) |

|           |           |  |
| Ciani 55’ | Marcatori |  |

| Ravenna 30 marzo 1969 28ª giornata | Ravenna          | 0 – 0 | Arezzo | Stadio Comunale\| Arbitro: \| Beretta (Milano) \| |
| Arbitro:                           | Beretta (Milano) |       |        |                                                   |

| Arbitro: | Andreoli (Padova) |

|                              |           |  |
| Peronace 52’ G. Olivieri 62’ | Marcatori |  |

| Ravenna 20 aprile 1969 30ª giornata | Ravenna         | 0 – 0 | Jesi | Stadio Comunale\| Arbitro: \| Longi (Livorno) \| |
| Arbitro:                            | Longi (Livorno) |       |      |                                                  |

| Ravenna 4 maggio 1969 31ª giornata | Ravenna            | 0 – 0 | Anconitana | Stadio Comunale\| Arbitro: \| Ferrari (Rovereto) \| |
| Arbitro:                           | Ferrari (Rovereto) |       |            |                                                     |

| Arbitro: | Messinese (Taranto) |

|                    |           |  |
| Cazzaniga 48’, 51’ | Marcatori |  |

| Arbitro: | Marti (Napoli) |

|            |           |           |
| Frenati 8’ | Marcatori | 69’ Ciani |

| Arbitro: | Castelli (Treviglio) |

|               |           |  |
| De Donato 41’ | Marcatori |  |

| Arbitro: | Gastaldi (Pavia) |

|               |           |           |
| Tarantini 82’ | Marcatori | 86’ Ratti |

| Forlì 8 giugno 1969 36ª giornata | Forlì               | 0 – 0 | Ravenna | Stadio Tullo Morgagni\| Arbitro: \| Lo Cascio (Palermo) \| |
| Arbitro:                         | Lo Cascio (Palermo) |       |         |                                                            |

| Ravenna 15 giugno 1969 37ª giornata | Ravenna         | 0 – 0 | Rimini | Stadio Comunale\| Arbitro: \| Lattanzi (Roma) \| |
| Arbitro:                            | Lattanzi (Roma) |       |        |                                                  |

| Arbitro: | Ciacci (Firenze) |

|  |           |                       |
|  | Marcatori | 2’ (rig.), 5’ Corucci |